# Thinobius ornatus
Thinobius ornatus är en skalbaggsart som beskrevs av Cameron 1923. Thinobius ornatus ingår i släktet Thinobius och familjen kortvingar. Inga underarter finns listade i Catalogue of Life.